# Titanebo andreaannae
Titanebo andreaannae là một loài nhện trong họ Philodromidae.
Loài này thuộc chi Titanebo. Titanebo andreaannae được miêu tả năm 1965 bởi Schick.